# Еллен Пао
Еллен Пао (англ. Ellen Pao; 1970) — американська інвесторка, адвокатка та феміністка, співзасновниця некомерційної організації Project Include.  Раніше була партнеркою Kapor Capital. Обіймала посади тимчасового генерального директора компанії з технологій соціальних медіа Reddit, інвестиційної партнерки в Kleiner Perkins», директора правління у Flipboard та корпоративної адвокатки в Cravath, Swaine & Moore.
Стала відомою у 2012 році через позов про дискримінацію жінок проти її роботодавця Kleiner Perkins. Пао висловила критику практик найму та просування в Кремнієвій долині. У 2015 році непопулярні рішення, прийняті під час перебування Пао в Reddit (зокрема, політика видалення порнопомсти), породили хвилю суперечок, що завершилося її звільненням.

## Біографія
Еллен Пао народилася в 1970 році в Нью-Джерсі є середньою дитиною з трьох дочок в родині Цих-Вень Пао та Янг-Пінг Пао, вихідців з Тайваню.  Її батько, Янг-Пінг Пао, був професором Інституту математичних наук Університету Нью-Йорка. Її мати Цих-Вень Пао (до шлюбу Лі) працювала інженеркою з комп’ютерних наук в Університеті Пенсильванії. Еллен Пао вільно володіє англійською та мандаринською мовами і вперше навчилася кодувати на комп'ютері від матері у віці 10 років.
Пао закінчила Принстонський університет (альма-матер двох її сестер), отримавши ступінь бакалавра з електротехніки в 1991 році. Відразу після цього вона відвідувала Гарвардський юридичний факультет, де отримала диплом юриста в 1994 році.  Після двох років роботи Пао повернувся до Гарвардської бізнес-школи, де вона отримала MBA в 1998 році. 

## Кар’єра
З 1994 р. до 1996 р. Пао працювала корпоративною адвокаткою у компаніях Cravath, Swaine & Moore. У 1998 році Пао працювала на WebTV.  Потім працювала в кількох компаніях у Кремнієвій долині, включаючи BEA Systems, на посаді старшого директора з розвитку корпоративного бізнесу з 2001 р. до 2005 р. 
У 2005 р. Пао приєдналась до Kleiner Perkins, фірми, заснованої на венчурному капіталі в Сан-Франциско, як технічна керівниця штату Джона Доерра, старшого партнера, робота, яка вимагала наукових ступенів в галузі інженерії, права та бізнесу та досвіду в галузі корпоративного програмного забезпечення.

### Позов про сексизм
10 травня 2012 року Пао подала позов з дискримінації за статтю при просуванні кар'єрними сходами проти свого роботодавця Kleiner Perkins, який розпочав розгляд у кінці лютого 2015 року. Він висвітлювався в національних ЗМІ та висловлював широкі коментарі щодо порушених питань. Справа постійно велася в блогах і твітувалась, щоб забезпечити як жартівливі, так і серйозні відгуки адвокатам та свідкам. Судовий процес, який тривав 24 дні, призвів до сприятливого вироку для компанії Kleiner Perkins. 
Цей позов мав широке висвітлення у ЗМІ та призвів до значного прогресу в усвідомленні сексизму з боку технологічних підприємств венчурного капіталу щодо жінок.

### Порнопомста
Еллен Пао приєдналась до Reddit у 2013 році як керівниця розвитку бізнесу та стратегічних партнерств. Однією з найбільших змін на вебсайті, внесеною Пао, була заборона порнопомсти в березні 2015 року.  Інші соціальні мережі, які видалили подібні зображення в наступні місяці, широко називаються такими, що слідують моделі Reddit. У червні та липні 2015 року Пао стала предметом критики та цькування з боку користувачів Reddit після того, як п'ять спільнот Reddit були заборонені, і директор Reddit був звільнений. Петиція на Change.org з проханням вилучити Еллен Пао досягла 200 000 підписів , а 10 липня було оголошено, що Пао пішла у відставку з Reddit «за взаємною згодою».
Згодом Пао заснувала некомерційну організацію Project Include разом з Ерікою Бейкер, Трейсі Чу, Фрейдою Капор Кляйн та чотирма іншими жінками в індустрії технологій. Націлена на стартапи з 25 до 1000 співробітників, група розробляє консультації з питань людських ресурсів у серії зустрічей з клієнтами та публікує анонімізовані звіти про хід роботи за ліцензією Creative Commons.
Звіти про наслідки Пао проти Kleiner Perkins включали припущення, що Пао погодилася не писати книги, де детально описується її досвід у компанії. У листопаді 2015 року Пао підтвердила, що пише спогади. В інтерв'ю в травні 2016 року Пао заявила, що планує закінчити книгу, перш ніж буде шукати роботу на повний робочий день. Через місяць книгу придбали Spiegel & Grau і дали назву «Reset: My Fight for Inclusion and Lasting Change».  Книга потрапила до списку премії «Financial Times and McKinsey Business Book of the Year Award».

## Особисте життя
Пао одружилася з Роджером Куо. Пізніше вони розлучилися. Одружилася з Бадді Флетчером, виховують одну доньку. 
Пао - вегетаріанка.